# Lijst van musea in Groningen
Dit is een lijst van musea in de provincie Groningen. 

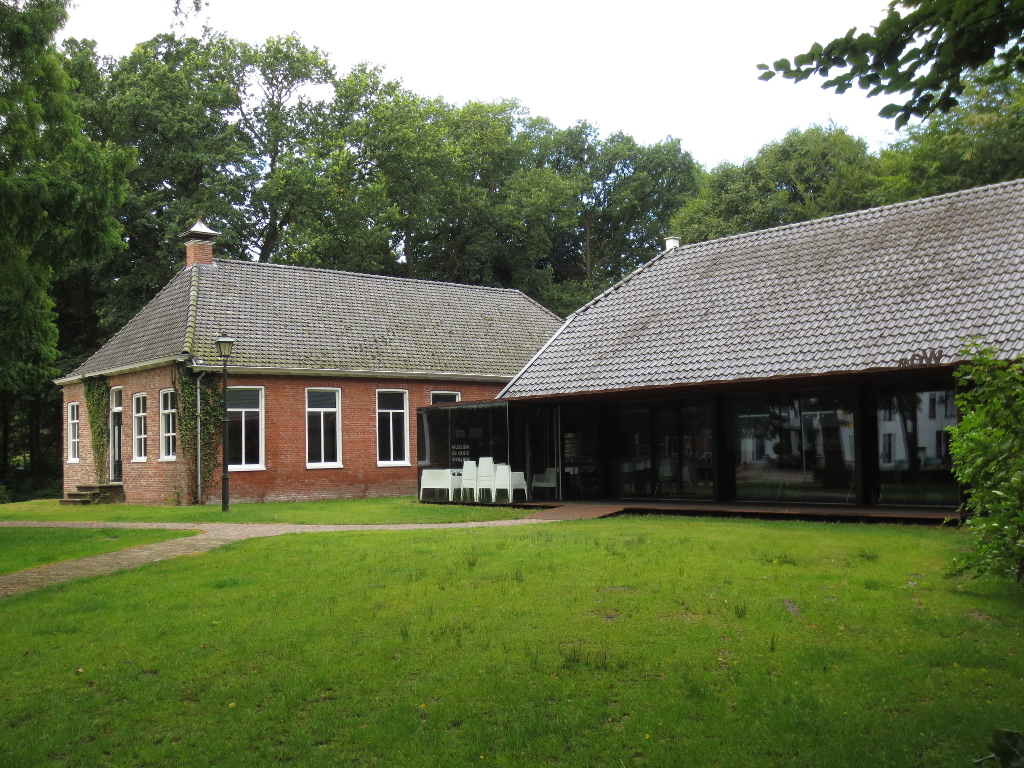
Museum de Oude Wolden in Bellingwolde

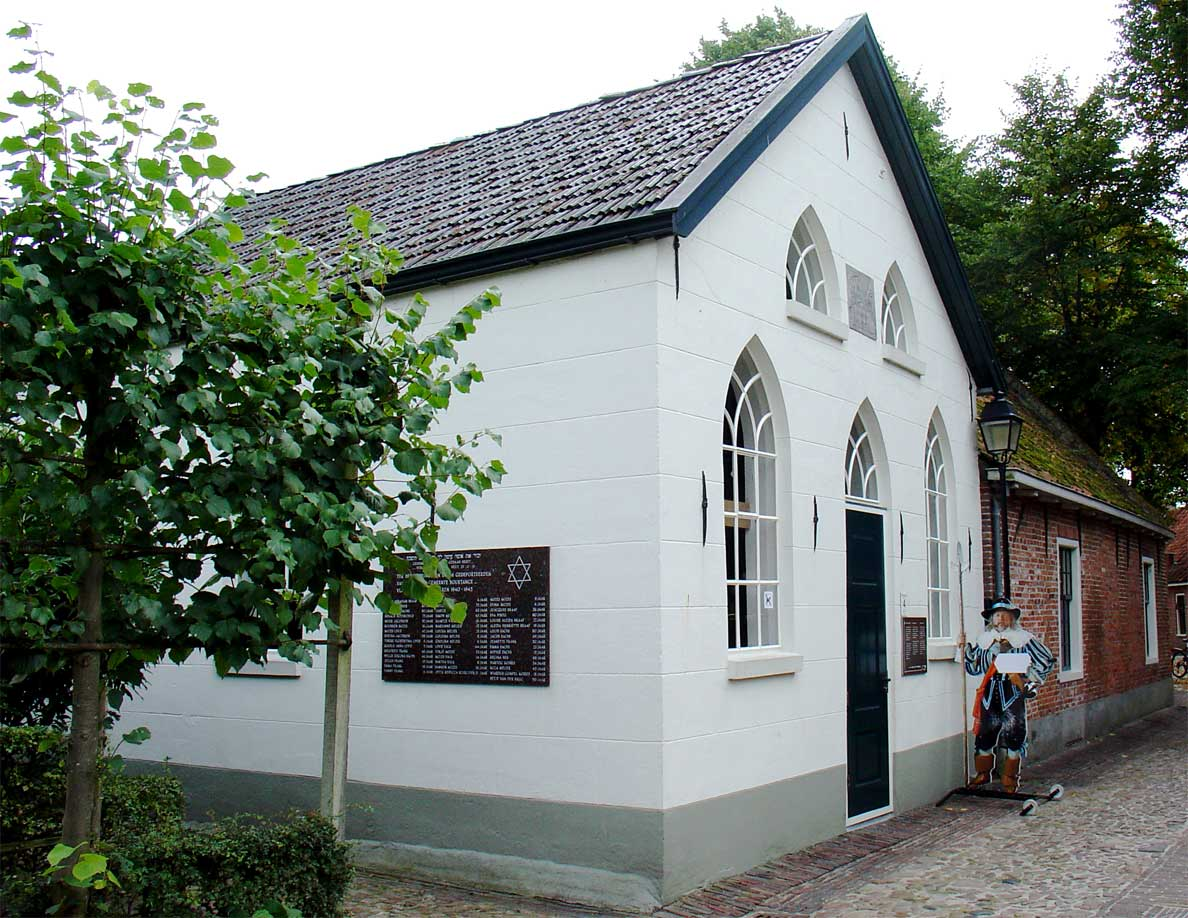
Bourtange Joods Synagogaal Museum

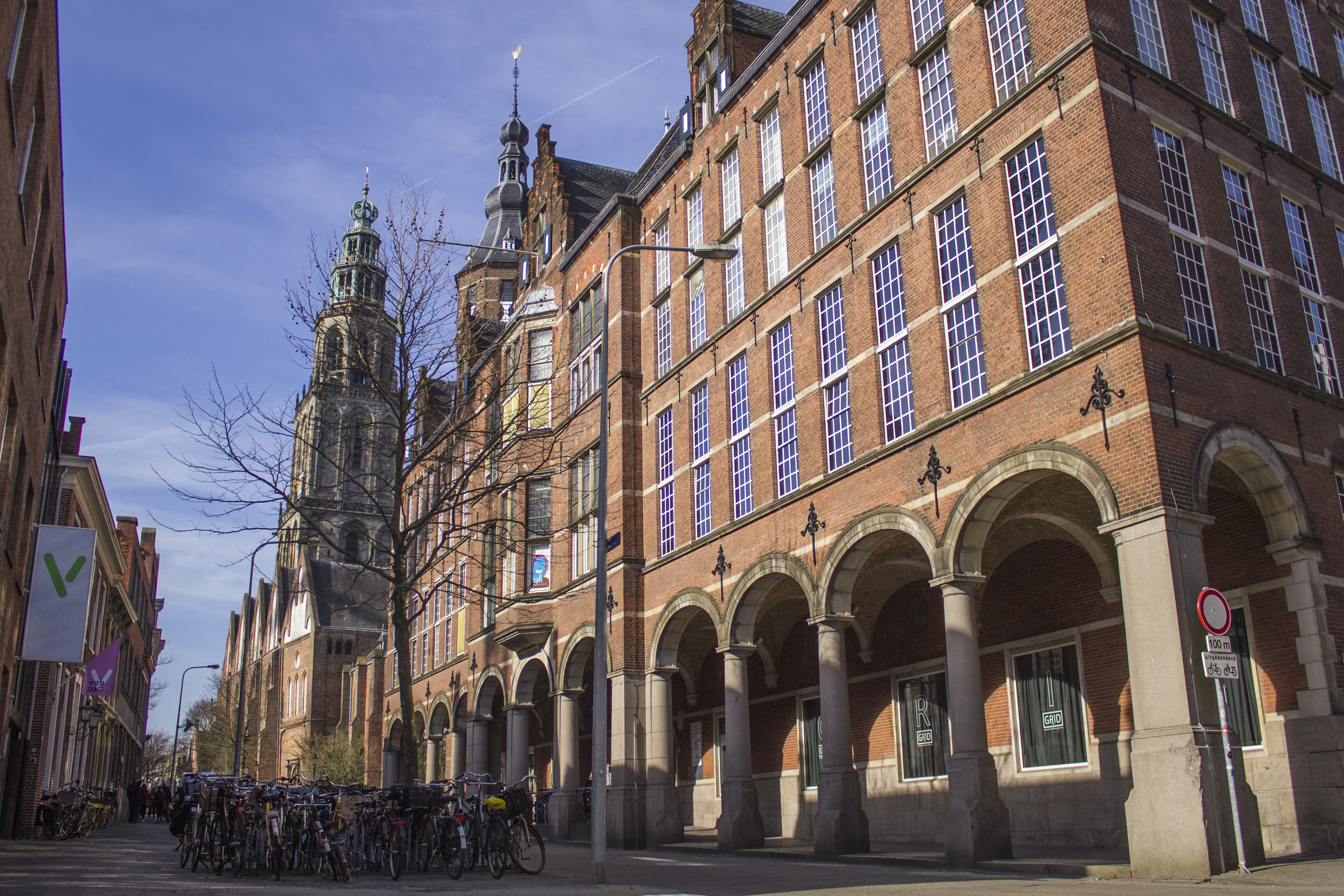
Groningen Grafisch Museum

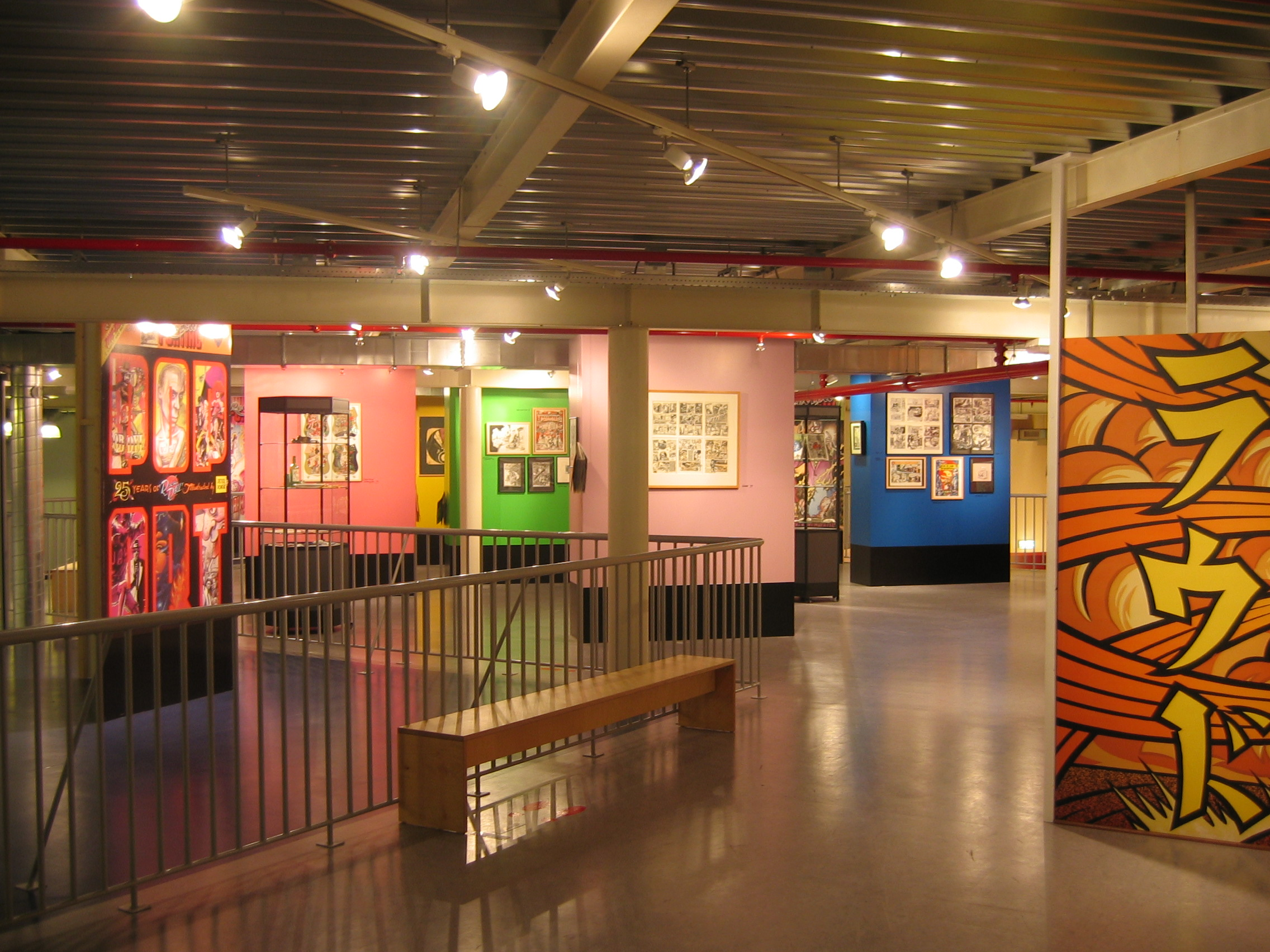
Groningen Nederlands Stripmuseum

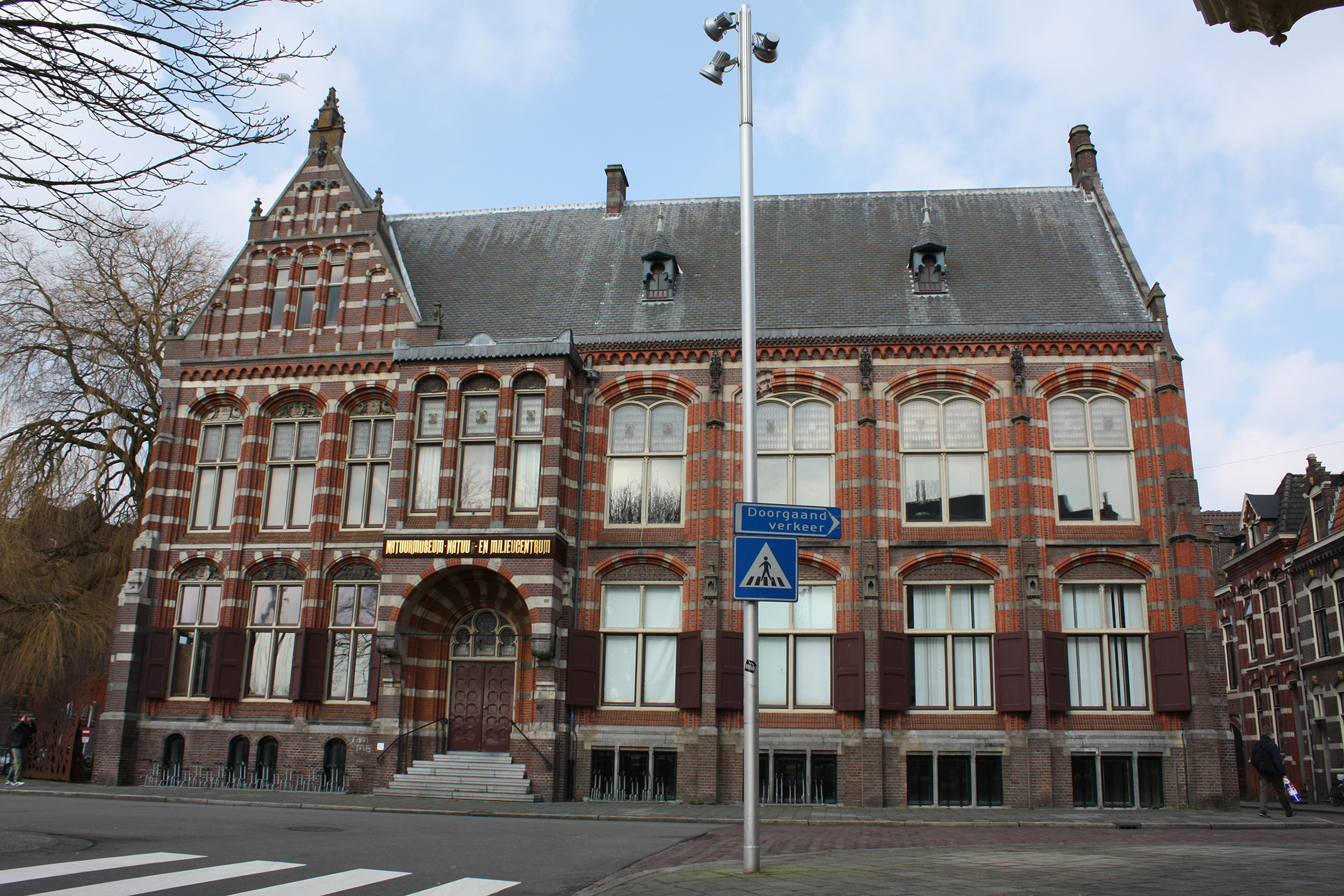
Groningen Natuurmuseum

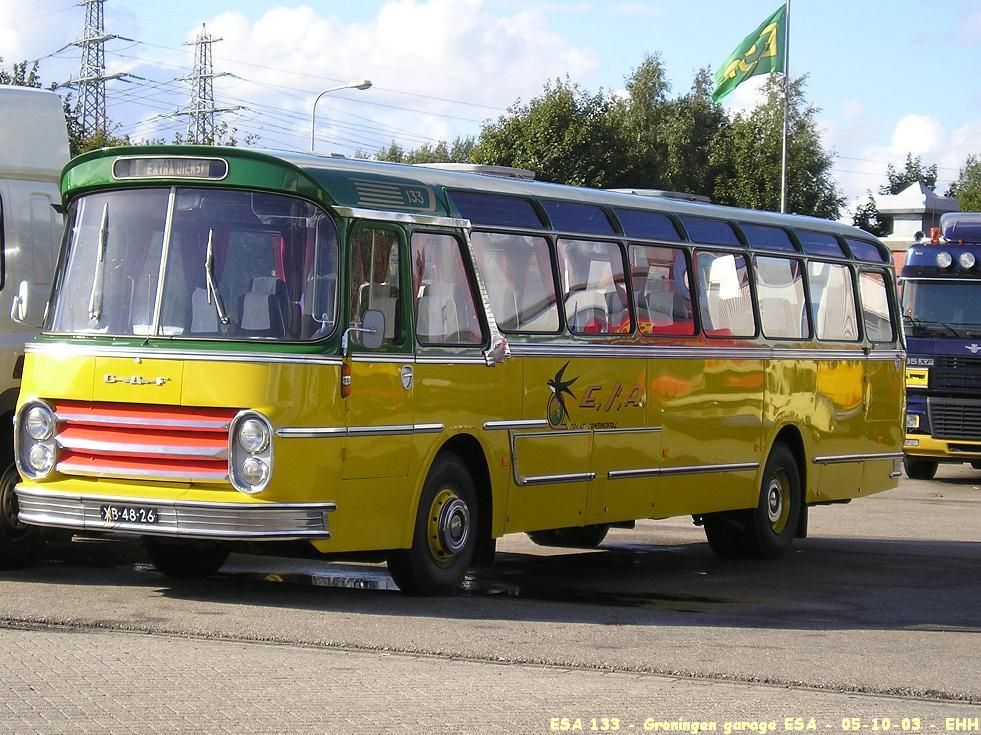
Hoogezand Nationaal Busmuseum

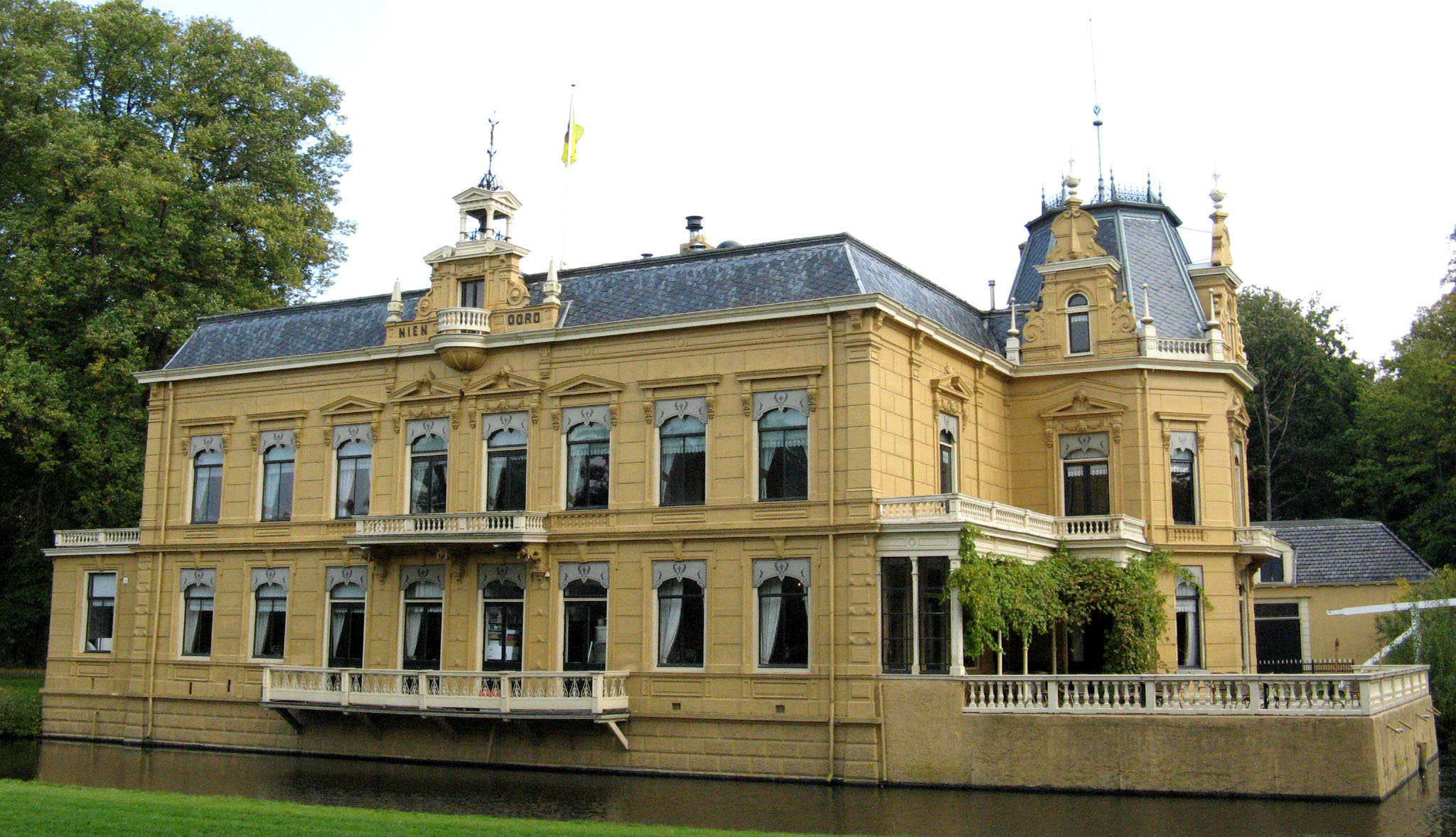
Leek Nationaal Rijtuigmuseum

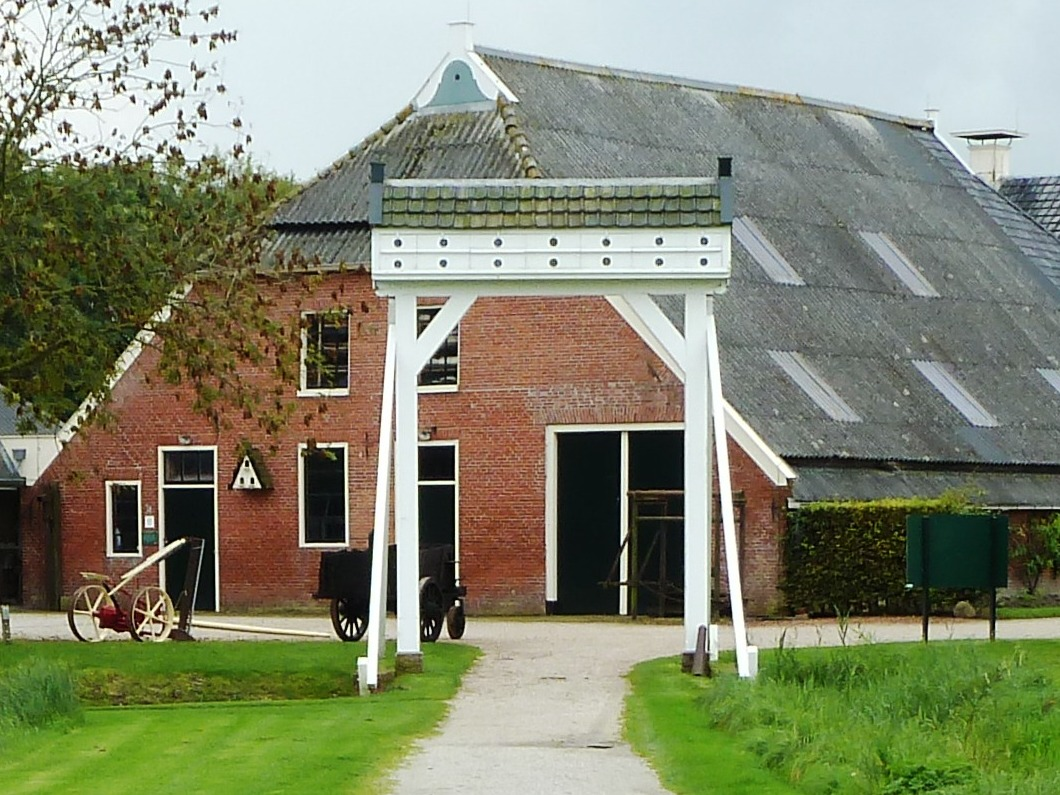
Leens museumboerderij Welgelegen

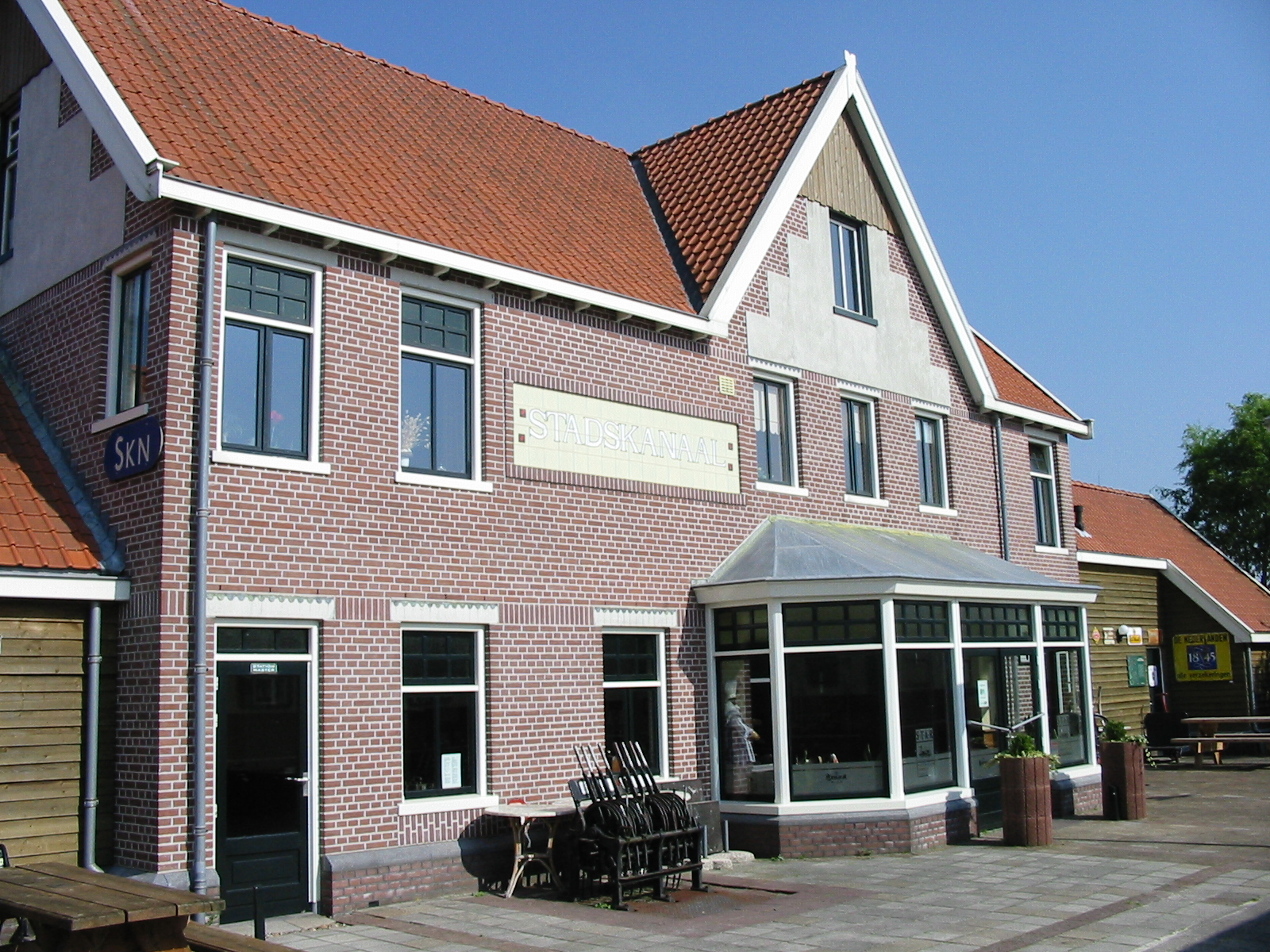
Stadskanaal Museumspoorlijn

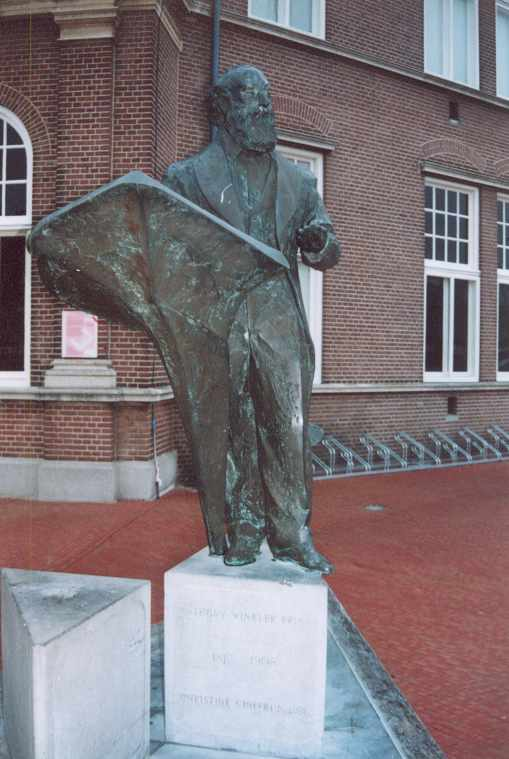
Veendam Veenkoloniaal Museum met standbeeld van A. Winkler Prins

## Musea

### Aduard
- Museum Sint Bernardushof

### Appingedam
- Museum Stad Appingedam
- Museum Møhlmann

### Bad Nieuweschans
- Vestingmuseum Nieuweschans

### Bellingwolde
- Ambachtelijk Zadelmakerij Museum
- Museum de Oude Wolden

### Blijham
- Poppentheater-museum

### Borgercompagnie
- Museum Lammert Boerma

### Bourtange
- De Baracquen
- Synagogaal Museum
- Vesting Bourtange

### Delfzijl
- Museum De Steenfabriek
- Muzeeaquarium Delfzijl

### Eenrum
- Abraham's Mosterdmakerij

### Ezinge
- Museum Wierdenland

### Groningen
- GRID Grafisch Museum Groningen
- Groninger Museum
- Museum Canadian Allied Forces
- Natuurmuseum Groningen (opgeheven in 2008; collectie deels Universiteitsmuseum)
- Nederlands Stripmuseum (opgeheven in 2019)
- Niemeyer Tabaksmuseum (opgeheven op 1 januari 2011)
- Noordelijk Scheepvaartmuseum
- Storyworld
- Synagoge Groningen
- Universiteitsmuseum Groningen
- Volkenkundig museum 'Gerardus van der Leeuw' (opgeheven in 2003; collectie deels Universiteitsmuseum)

### Grootegast
- LEGiO-museum, museum over LEGO speelgoed
- Victory Museum
- Museumdrukkerij

### Heiligerlee
- Klokkengieterijmuseum Heiligerlee
- Museum Slag bij Heiligerlee

### Hoogezand
- Nationaal Bus Museum

### Houwerzijl
- De Theefabriek

### Kloosterburen
- Oldtimermuseum De Ronkel

### Kolham
- Museum '40-'45 (eerder in Slochteren)

### Kropswolde
- Museum voor Handwerktuigen Station Kropswolde

### Leek
- Nationaal Rijtuigmuseum
- Museum Het Joodse Schooltje

### Leens
- Museumboerderij Welgelegen op Landgoed Verhildersum
- DoeZoo Insektenwereld

### Lutjegast
- Abel Tasmankabinet

### Middelstum
- Museumbakkerij Mendels

### Midwolda
- Museumboerderij Hermans Dijkstra
- Museum voor Oorlogshistorie

### Niebert
- Schilder- en bakkerijmuseum 't Steenhuis

### Nieuwe Pekela
- Kapiteinshuis Pekela

### Nieuwolda
- Kinderwagenmuseum
- Museumgemaal de Hoogte

### Niezijl
- Blik, Trommel- en Oudhedenmuseum

### Noordbroek
- Aardewerkmuseum Petrus Regout
- Gereedschapmuseum De Hobbyzolder
- Nederlands Strijkijzer-Museum
- Ot & Sien Museum

### Noordhorn
- Kostuummuseum De Gouden Leeuw

### Nuis
- Landbouwmuseum 't Rieuw (in boerderij ten oosten van de Coendersborg)

### Onstwedde
- Radio & Speelgoed Museum
- Slaait'nhoes (museum/herberg)

### Oude Pekela
- Museum 't Waschhuuske

### Oudeschans
- Vestingmuseum Oudeschans

### Pieterburen
- Koffie- en winkelmuseum

### Sappemeer
- Groninger Schaatsmuseum

### Slochteren
- Boerderijmuseum Duurswold
- Fraeylemaborg
- Internationale Politiepetten Collectie

### Stadskanaal
- Museum Musica
- Museumspoorlijn S.T.A.R.
- Streekhistorisch Centrum
- Watertoren Stadskanaal

### Ter Apel
- Klooster Ter Apel
- Poppenmuseum

### Termunterzijl
- Museumgemaal Cremer

### Thesinge
- Smederijmuseum Smidshouk

### Uithuizen
- Kantmuseum
- Menkemaborg

### Uithuizermeeden
- Handwerkmuseum
- Het Behouden Blik
- Oudheidkamer

### Veendam
- Veenkoloniaal Museum

### Warffum
- Openluchtmuseum Het Hoogeland
- Museumsmederij

### Waterhuizen
- Spoorwegmuseum Waterhuizen

### Wedde
- Museum voor Naaldkunst

### Westeremden
- Museum de Weem
- Museum Helmantel

### Wildervank
- Porseleinen Dierenpark

### Winschoten
- Historische Werkplaats Molenmaker Wiertsema
- Museum Stoomgemaal

### Winsum
- Stichting Kinderboek-Cultuurbezit

### Zoutkamp
- Rijwiel- en Bromfietsmuseum
- Visserijmuseum Zoutkamp

### Zuidbroek
- Noord-Nederlands Trein & Tram Museum

### Zuidhorn
- Museum De Verzamelaar

### Zuidwolde
- Van der Werf's Wedgwoodmuseum